# Kenya Airways Flight 507
Kenya Airways Flight 507 var en flygning av Kenya Airways med flygplansmodellen Boeing 737-800 som flög från Douala i Kamerun till Jomo Kenyattas internationella flygplats i Nairobi i Kenya. Det havererade i den södra delen av staden Niete i södra Kamerun den 5 maj 2007 med 106 passagerare och nio besättningsmän ombord. Kenya Airways säger att passagerarna var ifrån minst 23 olika länder, minst fem av dessa var ifrån Storbritannien. En av passagerarna ombord på planet var svensk medborgare.
Slutrapporten pekade på pilotfel på grund av spatial desorientering och förlust av situationsmedvetenhet vid avsaknad av visuella referenser hos besättningen som orsak. Inga tekniska fel hittades. Utredningen kom även fram till att båda piloterna presterat under par under sin utbildning och misslyckats och behövt göra om flera moment.